# Wormaldia charalambi
Wormaldia charalambi là một loài Trichoptera trong họ Philopotamidae. Chúng phân bố ở miền Cổ bắc.